# Os Favoritos do Imperador Honorius (pintura)
Os Favoritos do Imperador Honório, (em inglês:  The Favourites of the Emperor Honorius) é uma pintura de John William Waterhouse concluída em 1883. A pintura retrata o Imperador Romano Honório na alimentação de pequenos pássaros que estão no tapete na frente dele, as cores escuras do tapete e de sua roupa ajuda a definir um espaço. Separados dele e dos pássaros são os vereadores em busca de sua atenção, e que junto com a atendente que estão vestidas com roupas em tons mais pálidos.
"Os Favoritos do Imperador Honório" faz parte da coleção da Art Gallery of South Australia, que também possui a Circe Invidiosa de Waterhouse.